# Nordkirchen

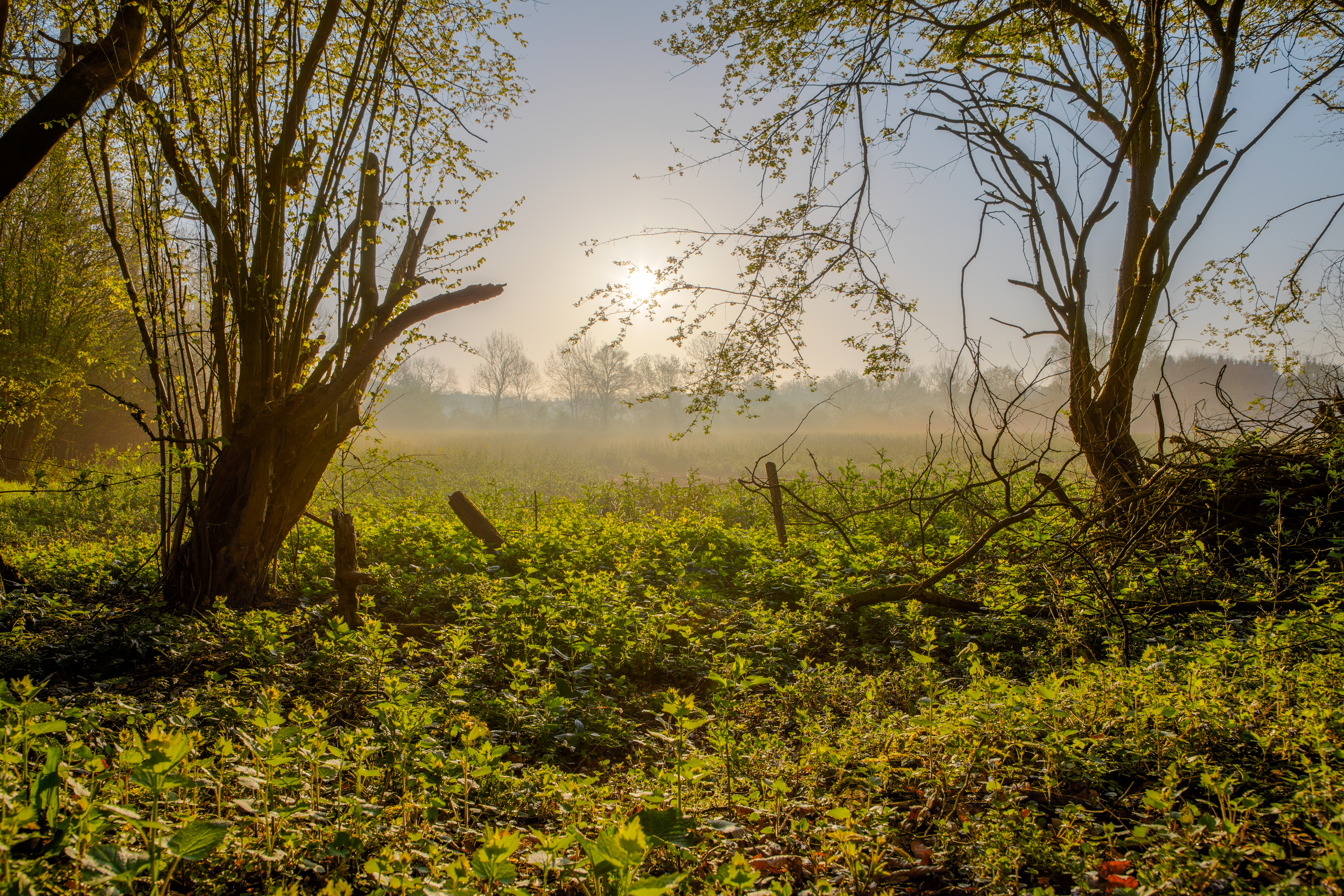
Dans la réserve naturelle de Ichterloh à Nordkirchen. Avril 2018.

Nordkirchen est une commune de Rhénanie-du-Nord-Westphalie (Allemagne), située dans l'arrondissement de Coesfeld, dans le district de Münster, dans le Landschaftsverband de Westphalie-Lippe.
La principale attraction est le Château de Nordkirchen.